# Marcos de Guadalajara y Javier
Fray Marcos de Guadalajara y Xavier o, con fonética y grafía moderna, Javier (Zaragoza, 1560 - íd., 1631), fraile carmelita, cronista e historiador español.

## Biografía
Nació y estudió en Zaragoza, doctorándose en Teología. Fue profesor de dicha materia y prior del convento de Alcañiz, así como cronista de su orden, la carmelita observante; falleció en Zaragoza. 
Continuó la Historia pontifical, general y católica de Gonzalo de Illescas, autor de las dos primeras partes, que trazan la historia de los Papas desde San Pedro hasta 1572, en que muere Pío V, contemporáneo del autor. Luis de Bavia había continuado la historia hasta el año 1605 añadiendo las partes tercera y cuarta, y fray Marcos de Guadalajara rehízo esta última cuarta parte (1592-1605) y la publicó en 1612, redactando después la quinta (1605-1623), impresa en 1629; sin embargo, en 1632 ve la luz una segunda quinta parte adicionada por Tamayo y Salazar, porque el Índice romano de libros prohibidos de Alejandro VII de 1667 prohibió la quinta parte de fray Marcos de Guadalajara hasta tanto se expurgara. Juan Baños de Velasco cerró la obra con su parte sexta (1623- 1644), aparecida en 1678. Fray Marcos escribió además numerosos opúsculos en favor de la Expulsión de los moriscos, y suministra datos importantes sobre los de Navarra y los del valle de Ricote en Murcia, que conocía directamente. Se le debe también la traducción desde el italiano de una biografía de María Magdalena de Pazzi que fue retraducida al francés desde su versión española.

## Obras
- Quarta parte de la Historia pontifical, general y catholica: en que se prosiguen las vidas y hechos de Clemente VIII, Leon XI y elección de Paulo V, Zaragoza, por Juan de Lanaja y Quartanet, a costa de Juan de Bonilla, 1612.
- Memorable expulsion i iustissimo destierro de los moriscos de España, Pamplona, Nicolás de Assiayn, 1613. (pdf)
- Prodicion y destierro de los Moriscos de Castilla hasta el valle de Ricote (1614) pdf

- Tesoro espiritual de la Religión de Nuestra Señora del Carmen (1614)
- Quinta parte de la historia pontifical (1630)
- Con Gonzalo de Illescas y Luis de Bavia, Primera [-quinta] parte de la Historia pontifical y católica: en la qual se contienen las vidas... de todos los sumos Pontífices romanos... con una mas breue recapitulación de las cosas de España...', por Melchor Sánchez, 1652.
- Traducción de Vicente Puccini, Compendio de la vida, virtudes, favores y milagros de la bienaventurada madre sor Maria Madalena de Pazzis..., P. Verges, 1627, traducido al francés en 1671.
- Catálogo de los Santos de Nuestra Señora del Carmen, 1616.
- Catálogo de las indulgencias y gracias concedidas a la Orden del Carmen, 1616.
- Colección de Apotegmas de Santa Mª. Magdalena de Pazzis, traducción manuscrita.
- Inteligencias divinas de Sta. Mª. Magdalena de Pazzis o revelaciones y éxtasis, traducción manuscrita.
- Vida y hechos del V. Pedro de Arbues, manuscrito inédito.
- Vida de San Alberto de Trapana, manuscrito inédito.
- Arte de bien morir, manuscrito inédito.[1]